# Port lotniczy Kirowohrad
Port lotniczy Kirowohrad (ukr. Аеропорт «Кіровоград», ang. Kirovohrad Airport, kod IATA: KGO, kod ICAO: UKKG) – krajowe lotnisko w Kropywnyckim, na Ukrainie.